# Migadops virescens
Migadops virescens is een keversoort uit de familie loopkevers (Carabidae). De wetenschappelijke naam van de soort werd in 1842 gepubliceerd door George Robert Waterhouse.